# Règles et principes (linguistique générative)
 (mai 2017).
Si vous disposez d'ouvrages ou d'articles de référence ou si vous connaissez des sites web de qualité traitant du thème abordé ici, merci de compléter l'article en donnant les références utiles à sa vérifiabilité et en les liant à la section « Notes et références ».
Le concept des systèmes de règles et de principes est une théorie de la linguistique générative dans la théorie standard étendue (TSÉ), introduite par Noam Chomsky en 1981. Ces systèmes interagissent dans la description et l'explication des phénomènes linguistiques. 

## Règles
Le système de règles est composé :

- du lexique : spécifie les propriétés des éléments du lexique qui ne peuvent être dérivées de règles ou de principes. De plus, il contient des règles (soumises au principes de la théorie de la grammaire) qui expriment les régularités des structures lexicales.
- de la syntaxe
  - les règles de base : engendrent des structures profondes (Structure-P).
  - les règles transformationnelles : déplacent des constituants dans la structure tout en laissant des traces de ces déplacements. Les transformations contiennent des éléments abstraits qui sont sémantiquement interprétés.
- de l'interprétation
  - les règles de forme phonétique
  - les règles de forme logique

## Principes
Le système de principes appartient à la grammaire universelle. Il assure la bonne formation des structures syntaxiques et limite l'application des règles. Les principes sont : 

- théorie X-barre ;
- théorie des cas ;
- théorie de la réaction ;
- théorie des limites ;
- théorie des rôles thématiques ;
- théorie du liage ;
- théorie de la projection.